# Damalis
Damalis is een vliegengeslacht uit de familie van de roofvliegen (Asilidae).

## Soorten
- D. achilles Londt, 1989
- D. albatus Scarbrough, 2005
- D. andron Walker, 1849
- D. angola Londt, 1989
- D. annulata Loew, 1858
- D. artigasi (Joseph & Parui, 1985)
- D. basalis Scarbrough, 2005
- D. beijingensis (Shi, 1995)
- D. beta (Oldroyd, 1960)
- D. bicolor (Shi, 1995)
- D. brevis Scarbrough, 2005
- D. calicutensis Joseph & Parui, 1990
- D. carapacina (Oldroyd, 1972)
- D. cederholmi (Joseph & Parui, 1985)
- D. centurionis (Oldroyd, 1972)
- D. cinctipes (Walker, 1871)
- D. claripennis Bromley, 1935
- D. clavigera Bromley, 1942
- D. coeruleiventris (Enderlein, 1914)
- D. compacta (Hull, 1962)
- D. complecta (Oldroyd, 1968)
- D. concolor (Walker, 1861)
- D. conica (Shi, 1995)
- D. conspicua Curran, 1934
- D. crypta (Oldroyd, 1960)
- D. cylindrica Hull, 1967
- D. chelomakolon Londt, 1989
- D. dattai Joseph & Parui, 1999
- D. dentata (Joseph & Parui, 1987)
- D. dimidiata (Oldroyd, 1960)
- D. divisa Walker, 1855
- D. dorsalis (Walker, 1857)
- D. doryphorus Londt, 1989
- D. dravidica (Joseph & Parui, 1985)
- D. drilus Londt, 1989
- D. dubia Joseph & Parui, 1995
- D. elongatus (Hull, 1962)
- D. erijthrophthalmus Doleschall, 1858
- D. fabricii Scarbrough, 2005
- D. fascia (Shi, 1995)
- D. felderi Schiner, 1867
- D. femoralis Ricardo, 1925
- D. flaventis Scarbrough, 2005
- D. floresana (Frey, 1934)
- D. formosana (Frey, 1934)
- D. fulvipes (Westwood, 1835)
- D. fulvus Scarbrough, 2005
- D. fumipennis Walker, 1855
- D. furcula Londt, 1989
- D. fusca Walker, 1849
- D. fuscipennis Macquart, 1846
- D. grossa Schiner, 1868
- D. heterocera (Wiedemann, 1821)
- D. himalayaensis (Joseph & Parui, 1987)
- D. hirtalula (Shi, 1995)
- D. hirtidorsalis (Shi, 1995)
- D. hirtiventris Macquart, 1846

- D. hyalipennis Macquart, 1846
- D. immerita Osten-Sacken, 1882
- D. indica (Joseph & Parui, 1985)
- D. infuscata (Joseph & Parui, 1984)
- D. kassebeeri Geller-Grimm, 1997
- D. keralaensis (Joseph & Parui, 1985)
- D. kerzhneri (Richter, 1966)
- D. knysna Londt, 1989
- D. kottayamensis Joseph & Parui, 1995
- D. limipidipennis Joseph & Parui, 1990
- D. londti Scarbrough, 2005
- D. longipennis Loew, 1858
- D. lugens Walker, 1861
- D. macula Scarbrough, 2005
- D. maculata Wiedemann, 1828
- D. major Wulp, 1872
- D. marginata Wulp, 1872
- D. mercaraensis (Joseph & Parui, 1985)
- D. monochaetes Londt, 1989
- D. myops Fabricius, 1805
- D. neavei Londt, 1989
- D. nigella Wulp, 1872
- D. nigrabdomina (Shi, 1995)
- D. nigripalpis (Shi, 1995)
- D. nigriscans (Shi, 1995)
- D. pallida Wulp, 1872
- D. pandens (Walker, 1860)
- D. planiceps Fabricius, 1805
- D. politus Scarbrough, 2005
- D. pollinosa Ricardo, 1925
- D. poseidon (Oldroyd, 1970)
- D. prytanis (Walker, 1849)
- D. pseudoartigasi (Joseph & Parui, 1987)
- D. pulchella Bromley, 1952
- D. quasimodo (Oldroyd, 1960)
- D. rufoabdominalis (Joseph & Parui, 1985)
- D. saigonensis Bigot, 1878
- D. scrobiculata (Frey, 1934)
- D. scutellata (Oldroyd, 1970)
- D. signata Walker, 1860
- D. simplex (Curran, 1934)
- D. speciosa Loew, 1858
- D. speculiventris Meijere, 1907
- D. sphekodes Londt, 1989
- D. spinifemurata (Shi, 1995)
- D. tibialis Macquart, 1838
- D. turneri Londt, 1989
- D. venustus Bertoloni, 1861
- D. vitalisi (Frey, 1934)
- D. vitripennis Osten-Sacken, 1882
- D. xaniomerus Londt, 1989